# Plateosauria
Plateosauria („plateosauři“) byl klad sauropodomorfních dinosaurů žijící v období pozdního triasu až nejpozdnější křídy (asi před 228 až 66 miliony let).

## Rozšíření
Jejich fosilie známe z Evropy (Plateosaurus), Brazílie (Unaysaurus), Indie (Jaklapallisaurus), Číny (Yimenosaurus) i Jižní Afriky (Euskelosaurus). Spadají sem i některé hůře známé taxony, jako je jihoafrický Plateosauravus, evropská Ruehleia nebo čínský Xixiposaurus. Kromě čeledi Plateosauridae sem náleží také klad Massopoda. Zástupci této skupiny jsou tak rovněž všichni sauropodní dinosauři, kteří se dožili konce křídové periody.

## Historie

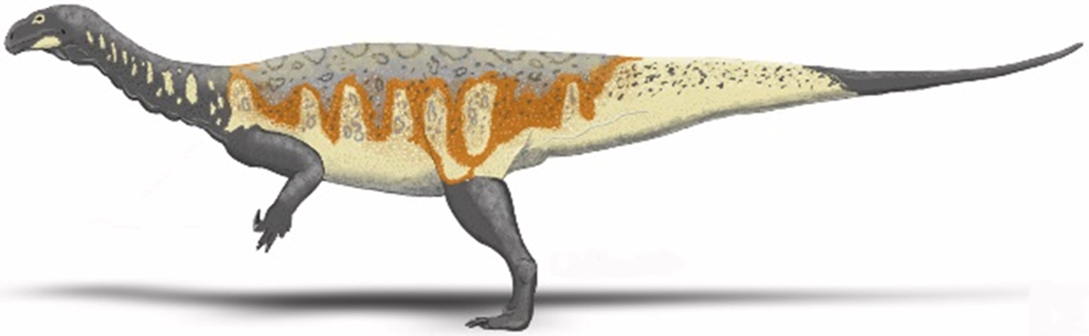
Obrazová rekonstrukce přibližného vzezření druhu Plateosaurus engelhardti.

Skupina byla formálně definována německým paleontologem Gustavem Tornierem v roce 1913. Od té doby až do 80. let 20. století nebyl tento název používán a upustilo se od jeho využití v taxonomii. Až v roce 1998 americký paleontolog Paul Sereno znovu tento klad zavedl a definoval jej jako „posledního společného předka druhů Plateosaurus engelhardti a Massospondylus carinatus a všechny jeho vývojové potomky“.
Jedná se tedy o velmi rozsáhlý klad, zahrnující prakticky všechny vývojově vyspělejší sauropodomorfní dinosaury, od archaických triasových a raně jurských plateosauridů až po pozdně jurské a křídové titanosaury, kteří představují vývojové završení těchto velkých až gigantických plazopánvých dinosaurů. Mezi nimi nalezneme i největší známé suchozemské živočichy všech dob.